# Mobile Advertising
Mobile Advertising ist ein Bereich des Online-Marketings (siehe auch: Internetwerbung) und beschreibt Werbung, bei der digitale Werbeinhalte
- auf mobilen Endgeräten
- auf für mobile Endgeräte angepasste Webseiten (Mobile Webseite) oder Programme (Apps) und
- mit Hilfe spezieller Formate dargestellt werden.

Mobile Advertising ist Teil des Mobile Marketings.
Der Begriff "mobiles Endgerät" ist die Abgrenzung zu stationären Personal Computer, ist aber nicht eindeutig definiert. In der Praxis wird aber meist von Smartphones gesprochen. Tabletcomputer nehmen hier eine Zwischenrolle ein, da diese mobile wie stationäre Inhalte unterstützen. Die Mobile Webseiten bzw. Mobile Apps enthalten sogenannte Container, in denen die Werbeinhalte durch einen Adserver angezeigt werden. In Apps ist zusätzlich ein Software Development Kit notwendig. Eingesetzt werden auf Bildschirmgröße, Leistungsvermögen des mobilen Browsers und Verbindungsqualität angepasste mobile Formate.

## Arten von mobilen Ads
Ähnlich wie bei herkömmlicher Online-Werbung (siehe Werbebanner) gibt es beim Mobile Advertising eine Vielzahl verschiedener Werbeformate. Dazu zählen:
- textbasierte Anzeigen
- bildbasierte/Banner-Anzeigen
- Anzeigen mit Audio- und Videoeinbettung (Rich-Media-Ads)
- interaktive Anzeigen (Beispiel: Der Nutzer kann durch Schütteln des Geräts Einfluss auf die Anzeige nehmen)

Eine Unterform des Mobile-Advertisings ist das auch auf Desktop-Webseiten eingesetzte Native Advertising. Hierbei werden die Werbeinhalte grafisch in die Webseiten-Inhalte eingebunden, was die Wahrnehmung der Anzeigen durch die Nutzer erhöht.

## Aussichten
Es ist davon auszugehen, dass Mobile Advertising in Zukunft einen der wichtigsten Bereiche der Online-Werbung
darstellen wird, da die Nutzerzahlen im mobilen Internet konstant steigen. Laut AGOF nutzten im Jahr 2013 27,31 Millionen
Unique User mobiles Internet in Form von mobile-optimierten Websites oder Mobile-Apps. Ein Jahr später waren es bereits 34,33 Millionen Nutzer.
Ein Grund dafür, dass dem Mobile Advertising ein solch großes Potenzial zugesprochen wird, liegt in den Möglichkeiten, mit mobiler Werbung sehr gezielt bestimmte Nutzergruppen anzusprechen. Hervorzuheben ist hier vor allem das
Geotargeting, bei dem mithilfe der Ortungsfunktion gezielt Nutzern Werbung angezeigt werden kann, die sich in einem bestimmten räumlichen Umkreis um einen Zielpunkt aufhalten.